# Asma Razgui
Asma Razgui, née le 22 septembre 1988, est une haltérophile tunisienne.

## Carrière
Asma Razgui remporte la médaille d'argent à l'épaulé-jeté et au total ainsi que la médaille de bronze à l'arraché dans la catégorie des moins de 75 kg aux Jeux africains de 2007 à Alger.
Elle est médaillée de bronze au total en moins de 75 kg aux championnats d'Afrique 2009 à Kampala et médaillée d'argent à l'arraché, à l'épaulé-jeté et au total dans la même catégorie aux championnats d'Afrique 2010 à Yaoundé.